# Hutchison Whampoa
Hutchison Whampoa Limited (HWL, Cinese tradizionale 和記黃埔有限公司, Cinese semplificato 和记黄埔有限公司, Pinyin Heji Huangpu Youxian Gongsi) è stato un conglomerato multinazionale con sede a Hong Kong, controllato dalla Cheung Kong Holdings. I principali settori di attività di HWL erano cinque: porti e servizi correlati, immobiliare ed alberghiero, telecomunicazioni, distribuzioni, energia ed infrastrutture. Le attività di HWL erano presenti in 52 nazioni, e la società ha oltre 240.000 dipendenti. HWL è stata tra le prime 500 compagnie nella classifica Fortune. Nel giugno 2015 si è unito alla società madre nella CK Hutchison Holdings.

## Storia
Hutchison Whampoa nacque dalla fusione di due società create nel XIX secolo, Hong Kong e Whampoa Dock (fondata nel 1863) e Hutchison International (1877), che ottenne il controllo di Hong Kong Whampoa Dock negli anni sessanta. Nel 1977 Hutchison acquisì la totalità delle azioni di Hong Kong e Whampoa Dock diventando Hutchison Whampoa Limited. Nel 1979 il magnate di Hong Kong Li Ka Shing divenne il presidente di HWL, acquisendone il 22% delle azioni. Nel marzo 2015 Cheung Kong Holdings ha avviato il processo di fusione con la Hutchison Whampoa, mediante l'acquisto dell'intero pacchetto azionario della sussidiaria, determinando la nascita della CK Hutchison.

## Società
- Hutchison 3G - insieme di società operanti nel settore delle telecomunicazioni tramite il marchio 3 (3 Italia, 3 UK, 3 Irlanda, 3 Austria, 3 Australia, 3 Hong Kong, 3 Svezia, 3 Danimarca)
- Hutchison Port Holdings (HPH) - operatore del settore portuale, con attività in Europa, Americhe, Asia, Medio Oriente e Africa. Gestisce il 13% del traffico mondiale di container.
- Hutchinson Property - azienda operante nel settore immobiliare.
- Hutchinson Whampoa Properties Limited - azienda operante investimenti nel settore immobiliare. Insieme alla Cheung Kong Holding Limited, ha creato la Harbour Plaza Hotel Management International Limited, che gestisce gli alberghi di proprietà della Hutchinson Property.
- A.S. Watson & Co., Limited (ASW) - divisione distribuzione di HWL. In Asia gestisce la catena Watsons Your Personal Store. In Europa gestisce varie catene e marchi.
- Cheung Kong Infrastructure (CKI) - divisione infrastrutture di HWL.
- Hong Kong Electric Holdings - importante fornitore di energia elettrica di Hong Kong, in parte controllato da HWL.
- Husky Energy - società canadese nel settore dell'energia, controllata da HWL.